# Архангельський Святослав Миколайович
Святослав Миколайович Арха́нгельський (нар. 17 травня 1904, Саратов — пом. 8 травня 1963, Севастополь) — український радянський актор, художник-постановник, режисер. Заслужений артист УРСР з 1954 року.

## Біографія
Народився 4 [17] травня 1904 року в місті Саратові (нині Росія). 1924 року закінчив Вищі державні майстерні театрального мистецтва; у 1926 році — акторський факультетт Саратовського театрального технікуму.
З 1926 року працював у театрах Вольська, Астрахані, Алма-Ати, Ярославля, Горького; у 1934—1935 роках — у Саратовському драматичному театрі; з 1935 року — провідний актор, потім художник-постановник, з 1957 року — головний художник Севастопольського російського драматичного театру імені Анатолія Луначарського. Помер у Севастополі 8 травня 1963 року.

## Творчість
зіграв ролі
- Муров, Мелузов («Без вини винні», «Таланти і шанувальники» Олександра Островського);
- Хлестаков («Ревізор» Миколи Гоголя);
- Барон («На дні» Максима Горького);
- Лаерт, Яго («Гамлет», «Отелло» Вільяма Шекспіра);
- Труфальдіно («Слуга двох панів» за Карло Гольдоні);
- Каренін («Анна Кареніна» за Львом Толстим);
- Серебряков («Дядя Ваня» Антона Чехова);
- Хіґґінс («Пігмаліон» Бернарда Шоу);
- Теодоро («Собака на сіні» Лопе де Веґи).

Як режисер здійснив понад 30 постановок. Досліджував історію костюма. Автор близько 3-х тисяч малюнків одягу.